# Templeville (Maryland)
Templeville es un pueblo ubicado en los condado de Caroline y  Condado de Queen Anne's (Maryland) en el estado estadounidense de Maryland. En el año 2010 tenía una población de 138 habitantes y una densidad poblacional de 138 personas por km².

## Geografía
Templeville se encuentra ubicado en las coordenadas 39°8′11″N 75°46′6″O / 39.13639, -75.76833.

## Demografía
Según la Oficina del Censo en 2000 los ingresos medios por hogar en la localidad eran de $33.750 y los ingresos medios por familia eran $98.250. Los hombres tenían unos ingresos medios de $43.750 frente a los $11.667 para las mujeres. La renta per cápita para la localidad era de $12.763. Alrededor del 5,4% de la población estaba por debajo del umbral de pobreza.